# Lineae di 486958 Arrokoth
Segue una lista delle lineae presenti sulla superficie di 486958 Arrokoth. La nomenclatura di 486958 Arrokoth è regolata dall'Unione Astronomica Internazionale; la lista contiene solo formazioni esogeologiche ufficialmente riconosciute da tale istituzione.
Le lineae di Arrokoth portano nomi associati alla parola cielo espressa nei vari linguaggi dell'umanità.
Sono tutte state identificate durante il sorvolo ravvicinato della sonda New Horizons, l'unica ad avere finora raggiunto Arrokoth.

## Prospetto
| Linea       | Eponimo                     | Latitudine   | Longitudine  | Diametro |
| ----------- | --------------------------- | ------------ | ------------ | -------- |
| Akasa Linea | Akasa - Cielo in bengalese. | non definite | non definite | 9 km     |